# سحب زبدة الفول السوداني عام 2012

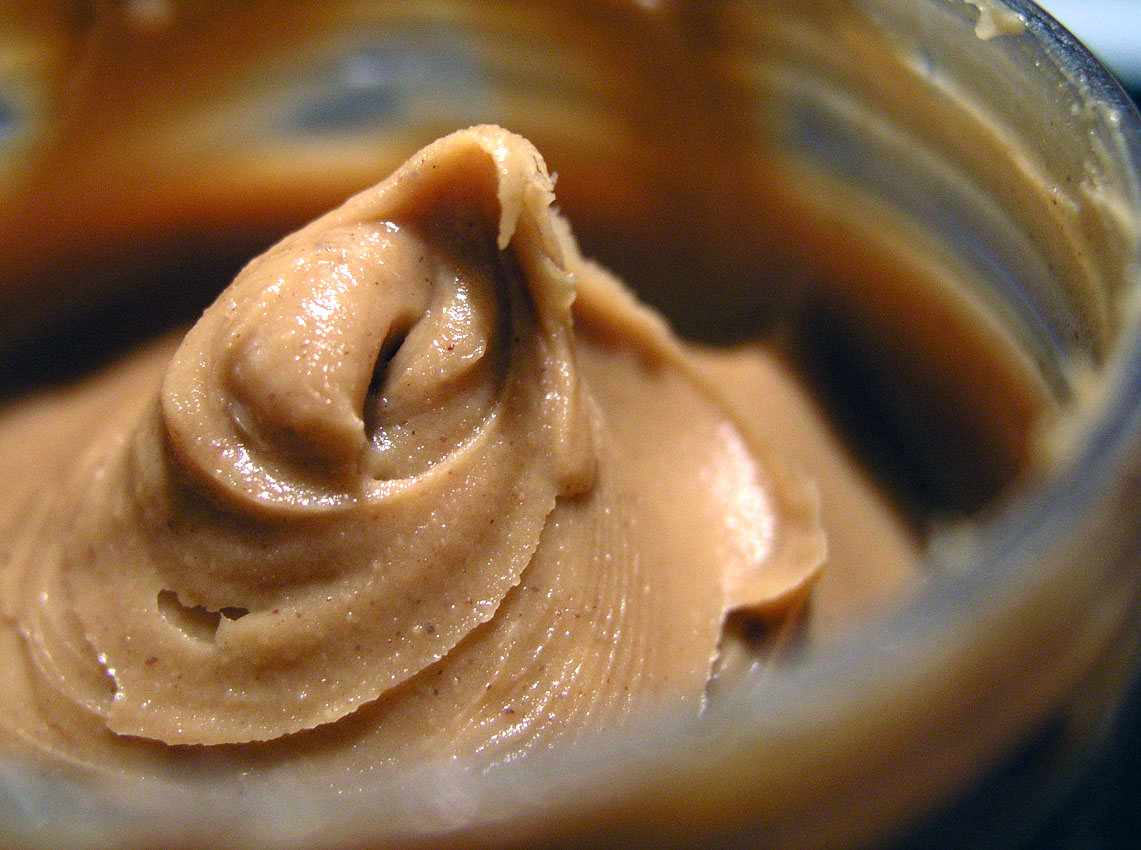

تم إصدار استدعاء سحب زبدة الفول السوداني طواعية في سبتمبر 2012 من قبل شركة صن لاند بسبب السالمونيلا.
كان شركة صن لاند أكبر معالجة لزبدة الفول السوداني العضوية في الولايات المتحدة قبل الإعلان عن إفلاسها في 9 أكتوبر 2013.